# Emmerich Schwach

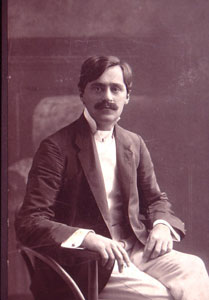
Emmerich Schwach (um 1900)

Emmerich Schwach (* 1880 in Lugos, Königreich Ungarn, Österreich-Ungarn; † 1959) war ein rumäniendeutscher Komponist, Geiger, Dirigent und Chorleiter.

## Leben
Der Sohn des Komponisten Wilhelm Schwach gab bereits in seiner Kindheit in Lugosch Konzerte als Geiger. Mit dem Kapellmeister Wenzel Josef Heller trat er in Szeged, Eszék, Temesvár und anderen Städten auf. 1906 war er der Solist einer Aufführung von Beethovens Violinkonzert. Beim Landeschortreffen 1903 in Temesvár dirigierte er ein eigenes, aus Mitgliedern des Lugoser ungarischen Gesang- und Musikvereins rekrutiertes Orchester. Bis zum Ausbruch des Ersten Weltkrieges war er zudem Dirigent des Lugoscher Gewerbegesangvereins.
Nach dem Krieg wurde Schwach Dirigent des Karansebescher Philharmonischen Vereins, zugleich Regens chori (Chorleiter) der römisch-katholischen Kirche von Karansebesch. Hier entstanden Kompositionen wie der Csárdás nach altungarischen Volksliedern, Pro Patria! “Tricolorul”, Mars Triumfal Român, der Marsch Banater Klänge und Sechs jüdische Lieder für Chor und Orchester. 1927 wurde er Musikchef des 1. Gendarmerieregiments im rumänischen Altreich. Zudem übernahm er die Leitung der Bergwerkskapelle von Petroșani. Aus dieser Zeit stammten u. a. die Klänge aus dem Jiul-Tale, das Potpourri mit rumänischen Motiven und Zwei Märsche für Militärmusik.
Seine letzten Jahre nach dem Zweiten Weltkrieg verbrachte Schwach in Periam. Hier leitete er den Chor des städtischen Kulturheimes und komponierte sozialistische Propagandawerke wie eine Kantate der Kinder für Stalin und einen Arbeitermarsch, ein Potpourri russischer Lieder und Rumänische Lieder, zudem auch mehrere Chorwerke, darunter Banateanca.